# Algarve Cup 2008
Algarve Cup 2008 var den femtende udgave af Algarve Cup, en turnering i kvindefodbold, der afholdes hvert år i Portugal. Turneringen fandt sted mellem 5. og 12. marts 2008. Det var de forsvarende mestre, USA, der vandt turneringen for sjette gang, som var rekord. De vandt efter en sejr over Danmark i en gentagelse af finalen fra året før. Norge blev nummer tre.

## Hold
De tolv inviterede hold var:
| Hold            | FIFA Rankings (December 2007) |
| --------------- | ----------------------------- |
| Tyskland        | 1                             |
| USA             | 2                             |
| Sverige         | 3                             |
| Norge           | 5                             |
| Danmark         | 8                             |
| Kina            | 13                            |
| Italien         | 14                            |
| Finland         | 16                            |
| Island          | 21                            |
| Polen           | 27                            |
| Irland          | 31                            |
| Portugal (vært) | 47                            |

## Gruppespil
Alle tidspunkter er lokale (WET/UTC+0)

### Gruppe A
| Hold     | Pts | K | V | U | T | M+ | M- | MF |
| -------- | --- | - | - | - | - | -- | -- | -- |
| Danmark  | 9   | 3 | 3 | 0 | 0 | 3  | 0  | +3 |
| Tyskland | 6   | 3 | 2 | 0 | 1 | 5  | 1  | +4 |
| Sverige  | 3   | 3 | 1 | 0 | 2 | 3  | 4  | −1 |
| Finland  | 0   | 3 | 0 | 0 | 3 | 1  | 7  | −6 |

| 5. marts 2008 13:15 |

| Tyskland | 0–1 | Danmark        |
| -------- | --- | -------------- |
|          |     | Pedersen 46' · |

| Estádio Algarve, Faro |

| 5. marts 2008 15:45 |

| Finland     | 1–3                      | Sverige                                    |
| ----------- | ------------------------ | ------------------------------------------ |
| Talonen 64' | SvFF Report (in Swedish) | Ljungberg 25' · Fischer 29' · Lundin 87' · |

| Municipal Stadium, Lagos |

| 7. marts 2008 13:15 |

| Tyskland                           | 3–0 | Finland |
| ---------------------------------- | --- | ------- |
| Prinz 17', 28' · Lingor 37' (str.) |     |         |

| Estádio Algarve, Faro |

| 7. marts 2008 14:00 |

| Danmark     | 1–0                      | Sverige |
| ----------- | ------------------------ | ------- |
| Sørensen 6' | SvFF Report (in Swedish) |         |

| Municipal Stadium, Lagos |

| 10. marts 2008 13:15 |

| Danmark      | 1–0 | Finland |
| ------------ | --- | ------- |
| Sørensen 47' |     |         |

| Municipal Stadium, Lagos |

| 10. marts 2008 13:15 |

| Sverige | 0–2                      | Tyskland                        |
| ------- | ------------------------ | ------------------------------- |
|         | SvFF Report (in Swedish) | Smisek 25' · Prinz 86' (str.) · |

| Municipal Stadium, Vila Real de Santo António |

### Gruppe B
| Hold    | Pts | K | V | U | T | M+ | M- | MF  |
| ------- | --- | - | - | - | - | -- | -- | --- |
| USA     | 9   | 3 | 3 | 0 | 0 | 10 | 0  | +10 |
| Norge   | 6   | 3 | 2 | 0 | 1 | 7  | 7  | 0   |
| Italien | 3   | 3 | 1 | 0 | 2 | 4  | 6  | −2  |
| Kina    | 0   | 3 | 0 | 0 | 3 | 1  | 9  | −8  |

| 5. marts 2008 13:45 |

| Kina | 0–4    | USA                                                |
| ---- | ------ | -------------------------------------------------- |
|      | Report | Tarpley 5' · Heath 47' · Wambach 64' · Lloyd 69' · |

| Municipal Stadium, Albufeira |

| 5. marts 2008 16:15 |

| Norge                                                                       | 4–2 | Italien                       |
| --------------------------------------------------------------------------- | --- | ----------------------------- |
| Thorsnes 9' · Storløkken 47' · Stangeland Horpestad 63' (str.) · Kaurin 74' |     | Panico 34' · Gabbiadini 86' · |

| Restinga Stadium, Alvor |

| 7. marts 2008 13:45 |

| USA                       | 2–0    | Italien |
| ------------------------- | ------ | ------- |
| Tarpley 5' · O'Reilly 74' | Report |         |

| Restinga Stadium, Alvor |

| 7. marts 2008 16:15 |

| Norge                                          | 3–1 | Kina          |
| ---------------------------------------------- | --- | ------------- |
| unknown 42' (o.g.) · Storløkken 64' · Wiik 90' |     | Guo Yue 62' · |

| Municipal Stadium, Albufeira |

| 10. marts 2008 15:00 |

| Kina | 0–2 | Italien                  |
| ---- | --- | ------------------------ |
|      |     | Conti 41' · Panico 70' · |

| Municipal Stadium, Loulé |

| 10. marts 2008 15:00 |

| USA                                                  | 4–0    | Norge |
| ---------------------------------------------------- | ------ | ----- |
| Kai 55' · Wambach 57' · O'Reilly 65' · Rodriguez 90' | Report |       |

| Restinga Stadium, Alvor |

### Gruppe C
| Hold     | Pts | K | V | U | T | M+ | M- | MF |
| -------- | --- | - | - | - | - | -- | -- | -- |
| Island   | 9   | 3 | 3 | 0 | 0 | 9  | 1  | +8 |
| Portugal | 6   | 3 | 2 | 0 | 1 | 5  | 4  | +1 |
| Irland   | 3   | 3 | 1 | 0 | 2 | 2  | 6  | −4 |
| Polen    | 0   | 3 | 0 | 0 | 3 | 1  | 6  | −5 |

| 5. marts 2008 13:15 |

| Island                               | 2–0 | Polen |
| ------------------------------------ | --- | ----- |
| Stefánsdóttir 58' · Viðarsdóttir 81' |     |       |

| Municipal Stadium, Lagos |

| 5. marts 2008 15:45 |

| Portugal                     | 2–0 | Irland |
| ---------------------------- | --- | ------ |
| Fernandes 86' · Vieira 90+2' |     |        |

| Estádio Algarve, Faro |

| 7. marts 2008 15:30 |

| Portugal                               | 3–1 | Polen        |
| -------------------------------------- | --- | ------------ |
| Couto 17' · Fernandes 44' · Vieira 80' |     | Bochra 42' · |

| Estádio Algarve, Faro |

| 7. marts 2008 16:30 |

| Irland    | 1–4 | Island                                                       |
| --------- | --- | ------------------------------------------------------------ |
| Grant 23' |     | Arnardóttir 7' · Viðarsdóttir 12', 40' · Gunnarsdóttir 19' · |

| Municipal Stadium, Lagos |

| 10. marts 2008 15:45 |

| Portugal | 0–3 | Island                                   |
| -------- | --- | ---------------------------------------- |
|          |     | Viðarsdóttir 15', 17' · Jónsdóttir 69' · |

| Municipal Stadium, Vila Real de Santo António |

| 10. marts 2008 15:45 |

| Polen | 0–1 | Irland      |
| ----- | --- | ----------- |
|       |     | Grant 35' · |

| Municipal Stadium, Lagos |

## Finalen
| 12. marts 2008 13:15 |

| Danmark      | 1–2     | USA                     |
| ------------ | ------- | ----------------------- |
| Sørensen 31' | Rapport | Kai 14' · Wambach 50' · |

| Municipal Stadium, Vila Real de Santo António Dommer: Schett (Østrig) |

| Spilledragt · Spilledragt · Spilledragt · Spilledragt · Spilledragt | Spilledragt · Spilledragt · Spilledragt · Spilledragt |

| DANMARK:              |    |                          |  |     |
|                       |    |                          |  |     |
| GK                    | 1  | Heidi Johansen           |  |     |
| DF                    | 2  | Mia Olsen                |  | 76' |
| DF                    | 3  | Katrine Pedersen         |  |     |
| DF                    | 4  | Christina Ørntoft        |  |     |
| DF                    | 5  | Bettina Falk             |  | 76' |
| MF                    | 6  | Mariann Gajhede          |  |     |
| MF                    | 7  | Cathrine Paaske Sørensen |  |     |
| MF                    | 10 | Camilla Sand             |  | 76' |
| FW                    | 9  | Maiken Pape              |  | 54' |
| FW                    | 11 | Merete Pedersen          |  |     |
| FW                    | 13 | Johanna Rasmussen        |  |     |
| Indskiftninger:       |    |                          |  |     |
| MF                    | 8  | Janne Madsen             |  | 54' |
| MF                    | 12 | Line Røddik              |  | 76' |
| FW                    | 14 | Marie Herping            |  |     |
| DF                    | 15 | Marie Bjerg              |  | 76' |
| GK                    | 16 | Tine Cederkvist          |  |     |
| DF                    | 17 | Mette V. Jensen          |  |     |
| MF                    | 18 | Theresa Nielsen          |  |     |
| FW                    | 19 | Sine Hovesen             |  | 76' |
| DF                    | 20 | Sanne Troelsgaard        |  |     |
| Træner:               |    |                          |  |     |
| Kenneth Heiner-Møller |    |                          |  |     |

| USA:            |    |                  |     |     |
|                 |    |                  |     |     |
| GK              | 18 | Hope Solo        |     |     |
| DF              | 3  | Christie Rampone |     |     |
| DF              | 14 | Stephanie Cox    | 60' | 74' |
| DF              | 15 | Kate Markgraf    |     |     |
| DF              | 17 | Lori Chalupny    |     |     |
| MF              | 5  | Lindsay Tarpley  |     | 77' |
| MF              | 9  | Heather O'Reilly |     | 46' |
| MF              | 11 | Carli Lloyd      |     | 35' |
| MF              | 12 | Leslie Osborne   |     |     |
| FW              | 6  | Natasha Kai      |     | 81' |
| FW              | 20 | Abby Wambach     |     | 88' |
| Indskiftninger: |    |                  |     |     |
| DF              | 4  | Cat Whitehill    |     |     |
| MF              | 7  | Shannon Boxx     |     |     |
| MF              | 8  | Lauren Cheney    |     | 88' |
| MF              | 10 | Angie Woznuk     |     | 77' |
| MF              | 16 | Angela Hucles    |     | 35' |
| FW              | 19 | Amy Rodriguez    |     | 81' |
| DF              | 20 | Tobin Heath      |     | 46' |
| GK              | 24 | Nicole Barnhart  |     |     |
| DF              | 26 | Rachel Buehler   |     | 74' |
| Træner:         |    |                  |     |     |
| Pia Sundhage    |    |                  |     |     |